# Stablinienprojektorganisation
Ein Projekt ist ein einmaliges, neuartiges Vorhaben, in dem innerhalb eines bestimmten Zeitraums die Realisierung einer konkreten Idee geplant wird. Um Projekte zu realisieren, bedarf es einer geeigneten Organisationsform. Es gibt viele verschiedene Varianten der Projektorganisation. Die bekanntesten Varianten sind die Linienprojektorganisation, die Stablinienprojektorganisation, die Matrixprojektorganisation, die Reine Projektorganisation und die Projektgesellschaft.
Die Stablinienprojektorganisation wird häufig auch als Einflussprojektorganisation bezeichnet.
Bei der Stablinienprojektorganisation werden die Projektaufgaben wie Stabsaufgaben von einem Projektteam wahrgenommen. Dieses ist hauptsächlich mit der Informationssuche und -bearbeitung sowie der Entscheidungsvorbereitung beschäftigt, da die Projektstäbe gegenüber der Linie nicht weisungsbefugt sind. Wichtige Projektentscheidungen werden von den übergeordneten Instanzen getroffen.

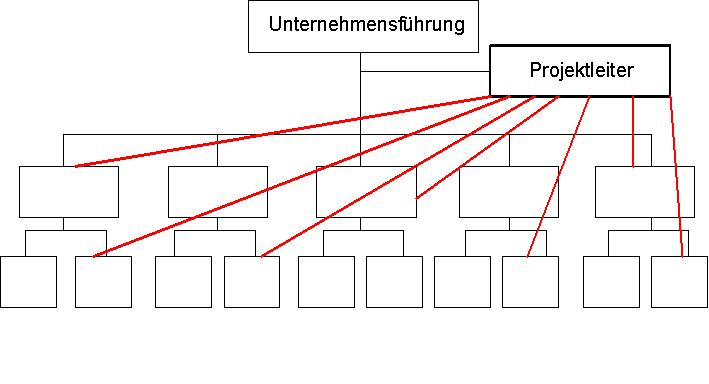
Organigramm einer Stablinienprojektorganisation

## Merkmale
Die Stablinienprojektorganisation zeichnet sich durch eine schwache Abgrenzung von der Primärorganisation aus. Der Projektleiter erhält hierbei eine, direkt der Unternehmensführung zugeordnete Stabsstelle. Dadurch wird deutlich, dass das Projekt von der Unternehmensführung gewünscht und unterstützt wird.
Die Stabs-Projektorganisation ist typisch für Unternehmen mit einer reinen Linienorganisation, in der nur wenige, strategische Projekte durchgeführt werden.
Die wesentlichen Merkmale einer Stablinienprojektorganisation sind dabei, dass der Projektleiter hauptamtlich eingesetzt wird. Die Leitung des Projekts erfolgt in Form einer Stabsstelle. Der Projektleiter besitzt kein formales Weisungsrecht gegenüber Linienarbeitern. Des Weiteren hat der Projektleiter eher die Funktion eines Koordinators. Die Entscheidungs- und Weisungsbefugnisse – die Gesamtverantwortung für ein Projekt – liegen immer beim Vorgesetzten des Projektleiters. (Lit.: Patzak/Rattay, 2004, S. 118) 
Das heißt nun, dass in einer Stablinienprojektorganisation der Projektmanager eine Stabsstelle ohne Weisungsbefugnis ist. Er koordiniert die Zusammenarbeit der Mitarbeiter, die oft aus verschiedenen Abteilungen des Unternehmens kommen.

## Vor- und Nachteile
Ein wesentlicher Vorteil dieser Projektorganisationsform ist der geringe Organisationsaufwand. Die Mitarbeiter, die am Projekt beteiligt sind, arbeiten sowohl an ihren Aufgaben am Projekt, als auch an ihren Routineaufgaben, die sie in der Linie zu verrichten haben. Dadurch, dass der organisatorische Aufwand so gering ist, ist es möglich, viele Projekte gleichzeitig in der Form der Stablinienprojektorganisation durchzuführen. Ein weiterer Vorteil ist die flexible Mitarbeiterauslastung: wenn sie nicht für ein Projekt tätig sind, sind sie unmittelbar für Linienaufgaben einsetzbar.
Als ein erheblicher Nachteil ist die mangelnde Durchsetzungsmöglichkeit des Projektleiters zu nennen. Auf Grund von fehlenden formalen Kompetenzen kann er kaum Verantwortung für das Projekt übernehmen. Allerdings hat ein Projektleiter in der Praxis häufig einen stärkeren Einfluss auf die Projekte als es der eigentlichen Stabskonzeption entspricht. Es ist in der Stabsfunktion durchaus möglich ein Projekt durch Fachkompetenz, durch einen hohen Informationsstand und durch eine starke Persönlichkeit zu beeinflussen. (Lit.: Schulte-Zurhausen, 2002, S. 308f)
Ein weiterer Nachteil ist, dass der eigentliche Zweck einer Stabsstelle – die Entlastung der Linie – nicht immer erreicht wird, da die Verantwortung über ein Projekt immer bei der übergeordneten Leitungsstelle liegt, die – im Gegensatz zum Projektleiter – über Entscheidungs- und Weisungsbefugnisse verfügt. (Lit.: Kasper/Mayrhofer, 2002, S. 40f)
Des Weiteren kann es bei der Projektdurchführung zu Verzögerungen kommen, wenn der Projektleiter Konflikte im Projektteam nicht lösen kann und dadurch erst verspätet in der Lage ist, das Projekt an die übergeordnete Leitungsstelle weiterzugeben. Das Projekt wird dadurch unnötig in die Länge gezogen.

## Anwendungsgebiete
Diese Art der Projektorganisation bietet sich vor allem dann an, wenn es sich um wenig umfangreiche Projekte handelt. Die Stablinienprojektorganisation wird daher bei kurzen und einfachen Projekten sowie bei Sonderaufgaben mit relativ wenig Aufwand eingesetzt.